# Karl Cetto (Politiker)

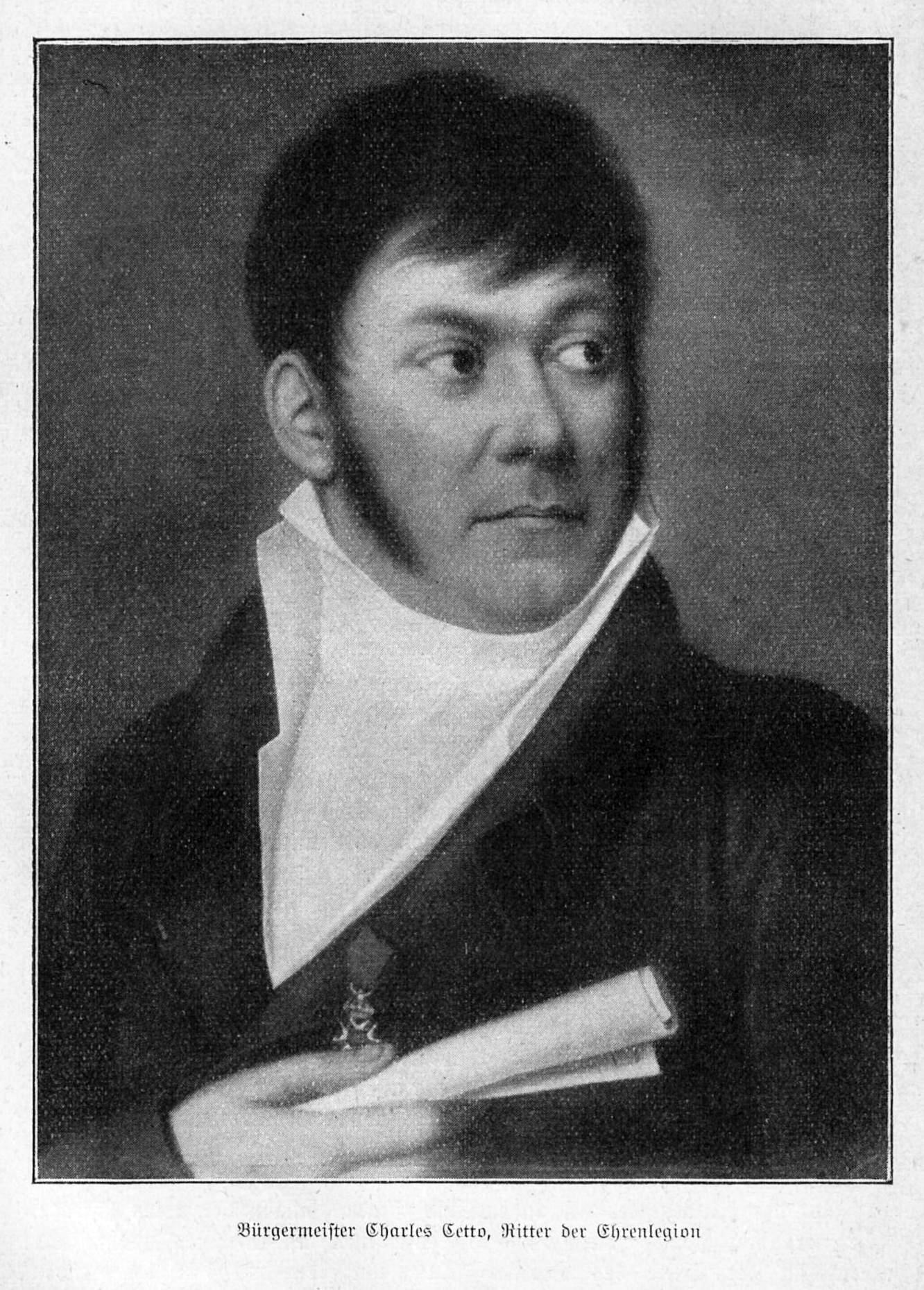
Karl Cetto (um 1811) mit dem Kreuz der Ehrenlegion am linken Revers – Pastell von Nikolaus Lauer

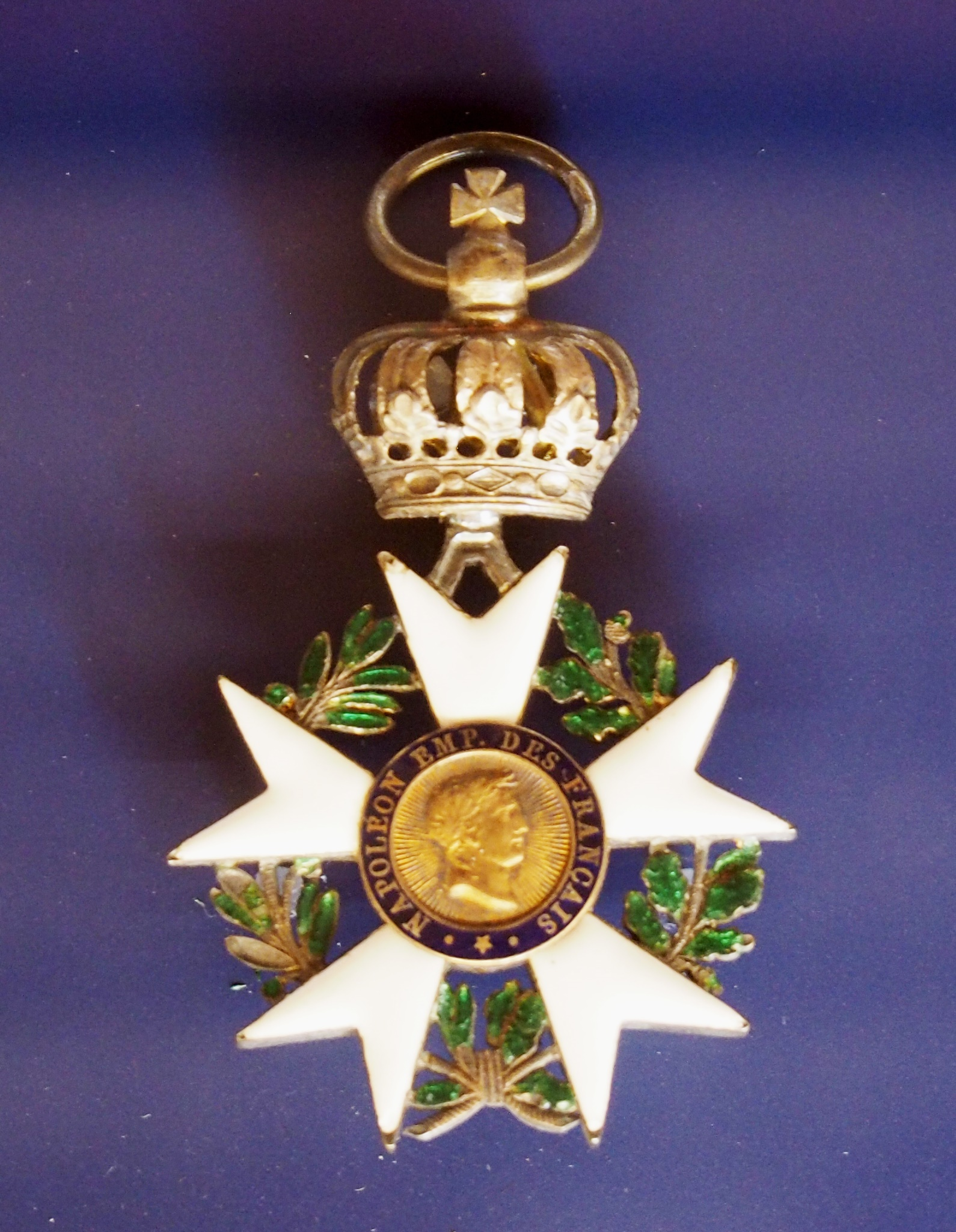
Ritterkreuz der Französischen Ehrenlegion

Johann Karl Anton Cetto (* 14. Februar 1774 in St. Wendel; † 20. Juli 1851 ebenda) war ein deutscher Kaufmann, herzoglicher Rat und Landtagspräsident im Fürstentum Lichtenberg.

## Leben
Karl Cetto war der Sohn des Kaufmanns Philipp Jakob Cetto (1733–1793), der aus Laglio am Comer See stammte, 1760 in St. Wendel die Bürgerrechte erhielt und später dort als Kirchen- und Hochgerichtsschöffe sowie Hochgerichts-Bürgermeister tätig war. Seine Mutter war Martina Elisabeth Wassenich (1744–1830). Am 11. Oktober 1803 heiratete er Magdalena Kleutgen (1783–1877), mit der er die Kinder Susanna Margaretha Emilie (1804–1826) und Carl Philipp (1806–1890) hatte.
Von 1785 an besuchte er das Gymnasium zu Trier, studierte bei den Trierer Piaristen Physik, Theologie und Jura und promovierte am 23. September 1793. Seine Eltern und Geschwister waren vor den einrückenden französischen Revolutionären nach Bingen geflohen, wo der Vater an den Strapazen der Flucht im Dezember verstarb.
Das Handelsgeschäft des Vaters wurde nach seinem Tod von der Mutter übernommen, tatkräftig unterstützt durch Karl und seinen Bruder Johann Philipp Cetto (1766–1842). Am 1. Juli 1801 übernahmen die Brüder das Geschäft. Karl heiratete im Oktober 1803 Maria Magdalena Kleutgen (1783–1877) aus Trier, die eine sehr hohe Mitgift mit in die Ehe brachte. Im gleichen Jahr verabredeten die Brüder, das Geschäft zu gleichen Teilen aufzuheben – abzüglich ihrer eingebrachten Teile. Johann Philipps Teil betrug 6805 Gulden, das seines Bruders 82.075 Gulden. Dieses Vorhaben wurde aber erst am 6. März 1828 umgesetzt, als sich Johann Philipps Gesundheit rapide verschlechterte. Die aufgestellte Inventur (Landesarchiv Saarbrücken, Notariat St. Wendel, Notar Hen Nr. 223 vom 7. April 1828) listet neben einer gehörigen Menge an Mobilien das Wohnhaus in St. Wendel am Fruchtmarkt (heute Hausnummer „2“), das Langenfelder Hofgut (heute Wendelinushof) und weitere 52 bebaute und unbebaute Grundstücke auf den Bännen Hoof, Leitersweiler, Marth, Niederkirchen, Oberlinxweiler, Saal, Theley, Urweiler und Werschweiler, große Parzellen in St. Wendel wie die „Motte“ und den „Kappesbord“, des Weiteren die Kohlebergwerke Ernstgrube und Luisengrube aus Urexweiler, Augustengrube und „Haus Sachsen“ auf Dörrenbacher, „Prinzengrube“ auf Leitersweiler Bann sowie Anteile an einem Braunsteinwerk bei Mambächel und einem „Kohlenwerk“ auf Mainzweiler Bann. Johann Carl Anton Cetto zahlte seinen Bruder aus und führte das Handelsunternehmen unter seinem Namen fort. Das Geschäftshaus am Fruchtmarkt verkaufte er 1831 und 1835 an seinen ehemaligen Mitarbeiter, den Kaufmann Franz Bruch, und zog mit seinem Handelsgeschäft (und seinem Bruder Philipp) in das heutige Haus „Kelsweilerstraße 5“ um, das er 1835 von der Coburgischen Regierung gekauft hatte.
Cetto war politisch aktiv und am 19. März 1798 an der Errichtung eines Freiheitsbaumes in St. Wendel beteiligt. Dieser war in Zeiten der Französischen Revolution ein Freiheitssymbol und Cetto sprach in einer feurigen Rede über deren Errungenschaften und feierte die neue Ordnung:

„Doch laut schalle unser Dank zum Himmel, daß die fränkische Nation unsere Fesseln brach, unsere Leiden endigte; einer gründlichen, segensreichen Zukunft sehen wir entgegen.“

Er war Mitglied in konstitutionellen Zirkeln, einer Bewegung der deutschen Jakobiner. Vom französischen Präfekten ernannt war er in den Jahren von 1803 bis 1814 Maire (Bürgermeister) von St. Wendel und bekleidete anschließend dort bis zum Jahre 1818 das Amt des Oberbürgermeisters. Dem Herzog Ernst von Sachsen-Coburg wurden 1816 für seine Verdienste in den Befreiungskriegen gegen Napoleon mehrere Kantone, darunter der Kanton St. Wendel im vorherigen Département de la Sarre zugewiesen. Dieses Gebiet erhielt 1819 den Namen Fürstentum Lichtenberg. Cetto wurde am 5. Juli 1817 vom Herzog zum herzoglichen Rat ernannt. 1823 bis 1824 war er Präsident des Landraths im Fürstentum Lichtenberg, der durch Verordnung vom 27. April 1821 als landständische Vertretung zur Beratung und Begutachtung der Gesetze und des Haushaltes gebildet worden war, und in den Jahren von 1832 bis 1834 wiederum dessen Mitglied. Zuvor hatte er 1818/19 wie der Großteil der Bevölkerung gegen die Missstände im Fürstentum protestiert und war in der städtischen Opposition federführend gewesen.

## Auszeichnungen
- 1810 Erhebung zum Ritter der Französischen Ehrenlegion, was in St. Wendel in einer „pomphaften Aufmachung“ mit einem Bürgerfest gefeiert wurde.[3]

## Schriften
- Pflanzung des Freiheitsbaumes zu St. Wendel im Saardepartement nebst der durch Bürger Karl Cetto gehaltenen Rede. (Druck) 1798.